# 藤原歓子
藤原 歓子（ふじわら の かんし、治安元年（1021年） - 康和4年8月17日（1102年9月30日））は、平安時代後期の后妃。名は「よしこ」とも読む。第70代後冷泉天皇の皇后。通称、小野皇太后。
関白藤原教通の三女。母は大納言藤原公任の長女（1000年 - 1024年）。同母の兄弟に権大納言信家、侍従通基、太政大臣信長、権大僧都静覚（1024年 - 1083年）、同母姉に後朱雀天皇女御生子（1014年 - 1068年）、尚侍真子（1016年 - 1087年）、異母兄に権僧正静円（母は小式部内侍、1016年 - 1074年）がいる。

## 生涯
治安元年（1021年）、禅閤藤原道長の次男内大臣教通の娘として誕生。万寿元年（1024年）1月6日、4歳にして母を失った。後冷泉天皇の即位後、永承元年（1046年）11月15日大嘗祭の女御代となり、翌2年10月14日入内、同3年7月10日女御宣下。同4年3月14日、皇子を出産するが、皇子は死産もしくは即日死没した。同6年7月10日、准三宮の宣旨を被り、年官年爵および封千戸を賜った。この間、永承5年12月22日に入内した関白頼通の女寛子が、翌6年2月13日、先に入内していた歓子を飛び越えて立后されたため、歓子は里第の二条東洞院第に籠りがちになった。
治暦4年（1068年）4月17日、皇后に冊立された。これは時の皇太后禎子内親王を太皇太后に、中宮章子内親王を皇太后に、皇后藤原寛子を中宮にした上での異動であり、後冷泉天皇には皇太后章子内親王・皇后歓子・中宮寛子と3人の正妃が並び立つ他に例のないことになるが、当時すでに病床にあった天皇の意思で実現したという。左大臣教通が兄頼通の譲りを受け関白に任ぜられた。僅か2日後には後冷泉天皇が崩御、摂関家とは疎隔であった後三条天皇が即位し、摂関家は衰退を余儀なくされたが、歓子はそれとは無関係に、すでに永承6年（1051年）頃から兄静円の僧坊がある洛北の小野（比叡山麓）に籠居し、仏教に深く帰依して念仏三昧の日々を送っていた。
延久6年（1074年）6月20日皇太后、同年12月、長年住んだ小野の山荘を改めて常寿院を建立、承暦元年（1077年）8月25日、天台座主良真を戒師として出家した。嘉保2年（1095年）3月14日、小野堂を供養。康和4年（1102年）5月頃から発病し、8月17日、82歳で小野山荘にて崩御。鳥戸野で荼毘に付されたのち、宇治木幡の宇治陵に埋葬された。
歓子は小柄で淑やかな佳人だったといい、琵琶に堪能で、絵画、ことに唐絵に長じたという（『栄花物語』）。後冷泉天皇の正式の后妃で皇子女を産んだのは歓子のみであったにもかかわらず、後冷泉朝の後宮は、天皇の祖母上東門院に庇護された章子内親王と、50余年もの間摂関の座にあった頼通の娘寛子に主導され、歓子は日陰の存在であり続けた。
晩年、歓子は白河上皇の雪見御幸で見せた素晴らしい心ばせで、世人から「賢女」の誉れを得た（『中右記』）。すなわち寛治5年（1091年）10月27日朝、雪見を思い立った白河上皇が突然、小野の里で静かに余生を送っていた歓子の山荘を訪れた。随身の知らせを受けた歓子は、「雪見に来た方がよもや屋内にはお入りになるまい」と、庭に向けて美しく席をしつらえたので、その機知に富んだ風雅な饗応に感嘆した院によって、美濃御荘の券を贈られたという。この話は「小野御幸」「雪見御幸」として後世の語り草となり、『古今著聞集』『今鏡』『十訓抄』などに見え、鎌倉時代には「小野雪見御幸絵詞」という絵巻物も作られた。『無名草子』は、質素な暮らしながらに風雅の心を忘れない歓子の人格に、賛美を捧げている。